# Кристиан Фридрих фон дер Шуленбург
Кристиан Фридрих фон дер Шуленбург (на немски: Christian Friedrich, Graf von der Schulenburg; * 1663; † 1733) е граф от благородническия род „фон дер Шуленбург“ в Саксония-Анхалт.
Той е син (от 12 деца) на граф Йохан Казимир I фон дер Шуленбург (1623 – 1672) и съпругата му Елеонора фон дер Вензе († 1709). Внук е на граф Левин VII фон дер Шуленбург († 1640/1641) и втората му съпруга Анна фон Бодендорф († 1667). Потомък е на граф Кристоф III фон дер Шуленбург († 1570) и първата му съпруга Анна фон Алвенслебен († 1550).
По-голям брат е на Йохан Казимир II фон дер Шуленбург (1668 – 1729).

## Фамилия
Кристиан Фридрих фон дер Шуленбург се жени за Анна Доротея Щьосер Едле фон Лилиенфелд (1684 – 1746).